# 街子拱北

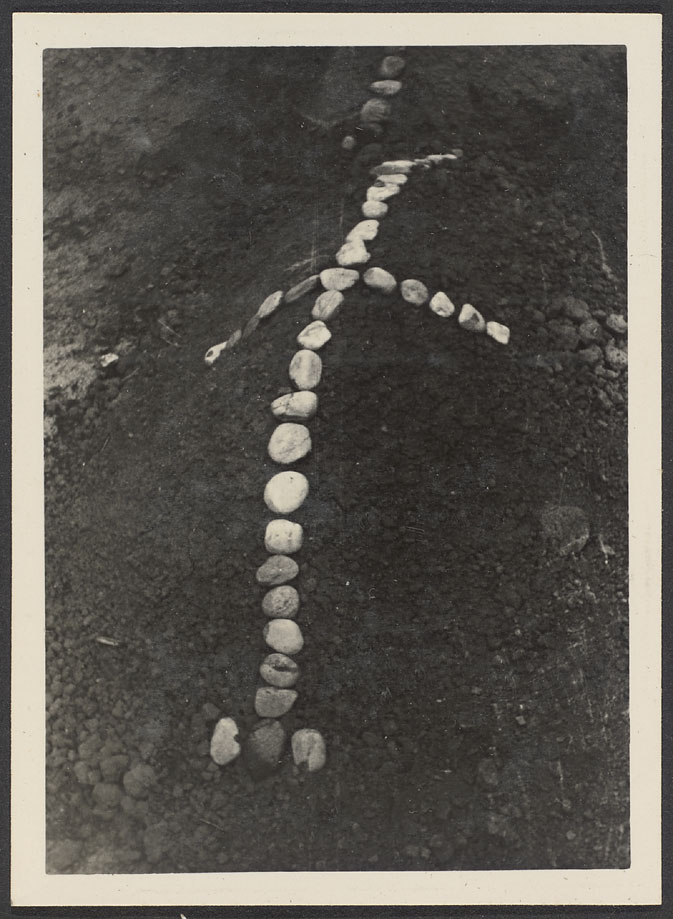
撒拉墓

街子拱北，位于中国青海省循化县街子乡，2008年4月10日公布为第八批青海省文物保护单位，2013年3月5日公布为第七批全国重点文物保护单位。